# Buckingham
Buckingham este un oraș în comitatul Buckinghamshire, regiunea South East, Anglia. Orașul aparține districtului Aylesbury Vale. 
Buckingham este reședința istorică a comitatului Buckinghamshire, din secolul XVI aceasta mutându-se la Aylesbury, unde este situată și actualmente. Casa construită în anul 1703 pentru Ducele de Buckingham în Westminster, Londra, a fost achiziționată de regele George al III-lea în 1761 și a devenit reședința regală oficială în timpul Reginei Victoria, cunoscută sub numele de Palatul Buckingham.